# Triodia aristiglumis
Triodia aristiglumis är en gräsart som först beskrevs av Michael Lazarides, och fick sitt nu gällande namn av Michael Lazarides. Triodia aristiglumis ingår i släktet Triodia och familjen gräs. Inga underarter finns listade i Catalogue of Life.